# Soendaland

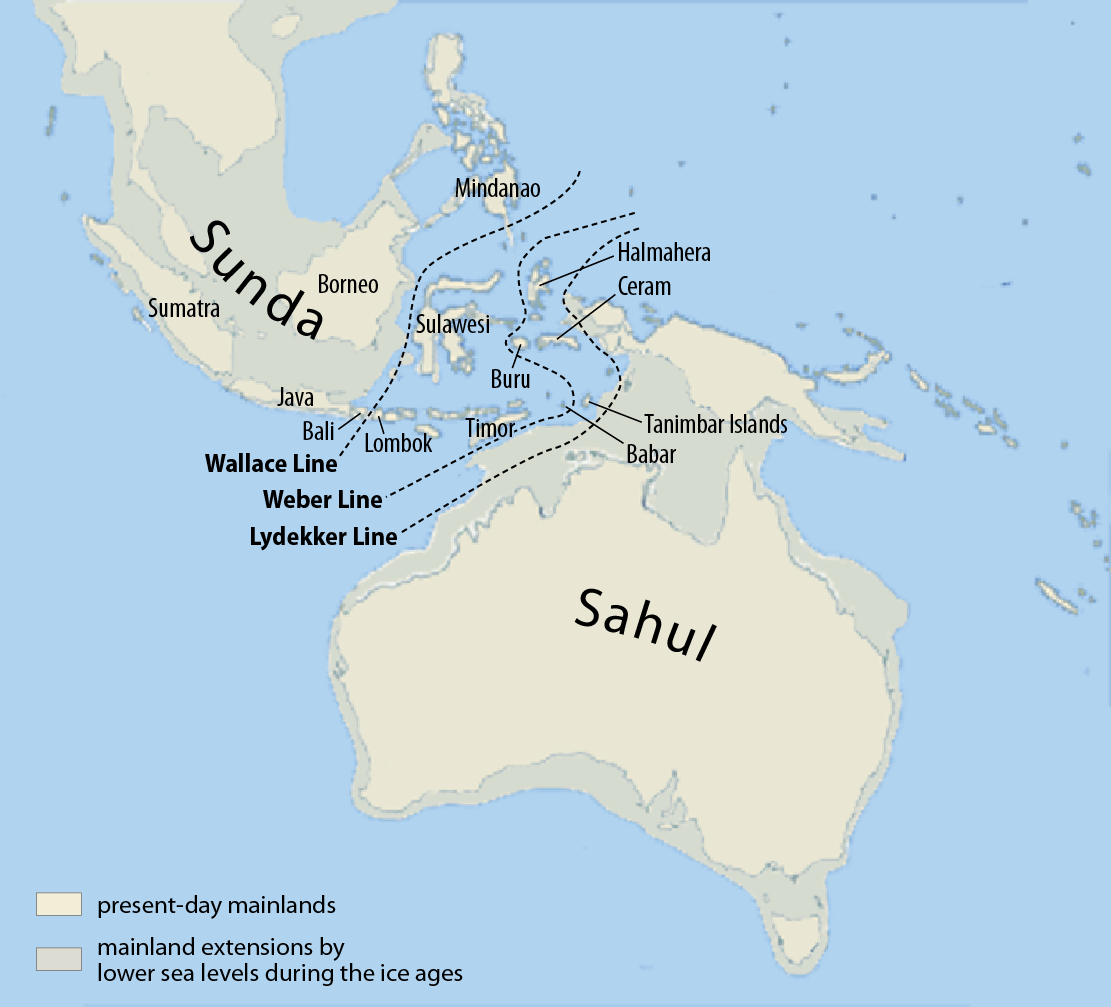

Soendaland is een biogeografische regio van Zuidoost-Azië welke overeenkomt met een grotere landmassa welke in de laatste 2,6 miljoen jaar tijdens verschillende perioden van zeespiegeldaling droog kwam te liggen. 
Het omvat de huidige eilanden Java, Borneo en Sumatra met de omringende kleinere eilanden, evenals het Maleisisch schiereiland. Tijdens de ijstijden strekte het zich uit over het Soendaplat, het zuidoostelijk gedeelte van het continentaal plat van Zuidoost-Azië. Dit is het huidige onderwatergedeelte van de Soendaplaat, en omvat de Javazee, de Golf van Thailand en delen van de Zuid-Chinese Zee. Het huidige landgebied is ongeveer de helft van wat het tijdens de maximale uitbreiding was.  
De westelijke en zuidelijke grenzen van Soendaland zijn duidelijk afgebakend door de diepere wateren van de Soendatrog, welke tot de diepste ter wereld behoren, en de Indische Oceaan. De oostelijke grens van Soendaland is de Wallacelijn, geïdentificeerd door Alfred Russel Wallace als de oostelijke grens van de landzoogdierfauna van Azië, en dus de grens tussen het Oriëntaals of Indomaleisisch gebied en het Australaziatisch gebied. De eilanden ten oosten van de Wallacelijn staan bekend als Wallacea, een apart biogeografisch gebied dat wordt beschouwd als deel van Australazië. De Wallace-lijn komt overeen met een diepwaterkanaal waar ook tijdens de laagste oceaanwaterstanden nooit landbruggen bestonden. De noordelijke grens van Soendaland is moeilijker te definiëren in bathymetrische termen. Een plantengeografische overgang bij ongeveer 9º NB wordt beschouwd als de noordelijke grens.  
Grotere delen van Soendaland werden het meest recent blootgesteld tijdens de laatste ijstijd, ongeveer 110.000 tot 12.000 jaar geleden. Toen de zeespiegel met 30-40 meter of meer daalde, verbonden landbruggen de eilanden Borneo, Java en Sumatra met het Maleisische schiereiland en het vasteland van Azië. Omdat het zeeniveau gedurende de laatste 800.000 jaar 30 meter of meer lager was, is de huidige staat van Borneo, Java en Sumatra als eilanden relatief zeldzaam voor het hele Pleistoceen. Daarentegen was het zeeniveau hoger tijdens het late Plioceen, en het blootgestelde gebied van Soendaland was kleiner dan het huidige. Soendaland kwam gedeeltelijk onder water vanaf 18.000 jaar geleden en permanent vanaf ongeveer 7000 BP. Tijdens het laatste glaciale maximum daalde het zeeniveau met ongeveer 120 meter en het hele Soendaplat werd blootgelegd.

## Geschiedenis van het onderzoek
In een publicatie van 1852 opperde de Engelse stuurman George Windsor Earl het idee van een "groot Aziatisch onderzees plateau", gedeeltelijk gebaseerd op gemeenschappelijke kenmerken van zoogdieren die in Java, Borneo en Sumatra werden gevonden.
Ontdekkingsreizigers en wetenschappers begonnen in de jaren 1870 de zeeën van Zuidoost-Azië te meten en in kaart te brengen, voornamelijk met behulp van dieploden. In 1921 postuleerde de Nederlandse geoloog Gustaaf Molengraaff dat de bijna uniforme zeediepten van het plateau een oude schiervlakte aangaven, welke het gevolg was van herhaalde overstromingen als de ijskappen smolten, waarbij de schiervlakte bij elke opeenvolgende overstroming volmaakter werd. Molengraaff identificeerde ook oude, nu ondergedompelde, drainagepatronen die het gebied tijdens perioden van lager zeeniveau ontwaterden.
De naam "Soendaland" werd voor het eerst voorgesteld door Reinout Willem van Bemmelen in zijn boek "the Geology of Indonesia", dat in 1949 verscheen, op basis van zijn onderzoek tijdens de oorlog. De naam is afgeleid van Soenda, een historisch koninkrijk in het westen van Java.
De oude drainagesystemen die werden beschreven door Molengraaff werden in 1980 geverifieerd en in kaart gebracht door Tjia, en in meer detail beschreven door Emmel en Curial in 1982, compleet met rivierdelta's, overstromingsvlaktes en backswamps.